# گولدباخ (تورینگن)
گولدباخ (به آلمانی: Goldbach) یک شهر در آلمان است که در Gotha واقع شده‌است. گولدباخ ۱٬۷۸۰ نفر جمعیت دارد.